# 隆务清真大寺
隆务清真大寺，位于中国青海省同仁市隆务镇老城区，为第七批青海省文物保护单位，公布日期为2004年5月10日，类型为古建筑。
隆务清真大寺的历史年代为清。